# Lighthouse
Lighthouse je páté sólové studiové album amerického hudebníka Davida Crosbyho. Vydáno bylo v říjnu roku 2016. Crosby na něm spolupracoval s Michaelem Leaguem. Deska byla nahrána za pouhých šestnáct dní, sám Crosby řekl, že tak rychle žádnou desku v životě nenahrál. První singl z alba, píseň „Things We Do for Love“, byl představen již v červenci 2016.

## Seznam skladeb
1. „Things We Do For Love“
2. „The Us Below“
3. „Drive Out to the Desert“
4. „Look in Their Eyes“
5. „Somebody Other Than You“
6. „The City“
7. „Paint You a Picture“
8. „What Makes It So“
9. „By the Light of Common Day“

## Obsazení
- David Crosby – zpěv, kytara
- Michael League – zpěv, baskytara, kytara
- Becca Stevens – zpěv
- Cory Henry – varhany
- Bill Laurence – klavír
- Michelle Willis – zpěv